# オーガスト・シェレンバーグ
オーガスト・シェレンバーグ（August Schellenberg、1936年7月25日 - 2013年8月15日）は、カナダの俳優。

## 出演作品
- 女捜査官グレイス　～天使の保護観察中 シーズン3
- グレイズ・アナトミー5
- バトル・ライダー
- 女捜査官グレイス　～天使の保護観察中 シーズン1
- 南極物語
- ニュー・ワールド（ポウハタン）
- トレマーズ4
- ドリームキーパー
- アンディ・ガルシア　沈黙の行方
- 新・真昼の決闘
- アウト・オブ・タイム　～過去からやってきた男～
- フリー・ウィリー3
- 心の瞳で～手さぐりの愛と勇気～
- フリー・ウィリー2
- 判決のとき
- 白銀に燃えて
- フリー・ウィリー
- 希望の詩
- ブラック・ローブ
- 帰って来たベン・ケーシー
- シャンペンチャーリー
- 殺しのカーテン
- カインの象徴
- 私立探偵フィリップ・マーロウ
- カバー・ガール
- 殺しの報酬／地獄からの逃亡は新たな地獄を呼ぶ
- ロンリーウェイ
- デス・ハント
- ヘビー・メタル
- オーロラ殺人事件
- パワープレイ